# Resolution 9 des UN-Sicherheitsrates
Die Resolution 9 des UN-Sicherheitsrates ist eine Resolution, die der Sicherheitsrat der Vereinten Nationen in der 76. Sitzung am  15. Oktober 1946 einstimmig beschloss. Sie beschäftigte sich mit der Rechtsprechung am Internationalen Gerichtshof. Konkret ermöglichte sie die Anrufung des Gerichtshofs durch Staaten, die nicht Mitglieder dessen Statuts sind, und regelte die diesbezügliche Vorgangsweise.

## Hintergrund
Der Internationale Gerichtshof wurde 1945 gegründet. Er arbeitet unter der Charta der Vereinten Nationen als „Hauptrechtsprechungsorgan der Vereinten Nationen“ und ging aus dem von 1922 bis 1946 bestehenden Ständigen Internationalen Gerichtshof hervor. Um seine Urteile durchsetzen zu können, ist er auf den Sicherheitsrat angewiesen.

## Inhalt
Der Sicherheitsrat wies auf seine Zuständigkeit hin. Diese ist durch Artikel 35, Paragraph 2, der Statuten des Internationalen Gerichtshofs geregelt.
1. Der Internationale Gerichtshof sollte allen Staaten offenstehen, auch wenn sie nicht in den Statuten des Gerichtshofs erwähnt sind. Als Bedingung müssen diese Staaten eine Erklärung beim Gerichtshof hinterlegen, in der sie sich verpflichten die Zuständigkeit des Gerichtshofs und seine getroffenen Entscheidungen anzuerkennen. Außerdem müssen sie den, in Artikel 94 der Charta der Vereinten Nationen[3] erwähnten Pflichten, nachkommen.
2. Eine solche Erklärung kann entweder nur für einen bestimmten Fall oder auch generell (d. h. für alle Fälle des Gerichtshofs) abgegeben werden.
3. Das Original der Erklärung wird beim Gerichtshof aufbewahrt. Alle Staaten, die Mitglieder der Statuten des Gerichtshofs sind oder eine entsprechende Erklärung abgegeben haben, erhalten, ebenso wie der Generalsekretär, eine wortgetreue Kopie.
4. Der Sicherheitsrat behält sich das Recht vor, diese Resolution durch spätere Resolutionen zu verändern oder zu widerrufen.
5. Über alle Fragen bezüglich der Auswirkungen und der Gültigkeit einer Erklärung entscheidet der Internationale Gerichtshof.